# Mamma blå – Ditt o datt med Hedenbratt
Mamma Blå – Ditt o datt med Hedenbratt (eller bara Mamma Blå) är ett musikalbum från 1992 på skivbolaget Imogena med Sonya Hedenbratt, ackompanjerad av bland andra Sven-Eric Dahlberg på piano och dragspel. Alla texter, utom till Lugn och fin, är skrivna av Viveca Lärn, och två av låtarna är instrumentala.

## Låtlista
1. "Rundturen i Göteborg" (Sven-Eric Dahlberg/Viveca Sundvall)
2. "En pingvin är alltid fin" (Sven-Eric Dahlberg/Viveca Sundvall)
3. "Min oas" (Christer Larsson/Viveca Sundvall)
4. "När du inte kom" (Sven-Eric Dahlberg/Viveca Sundvall)
5. "Mamma Blå blues" (Sven-Eric Dahlberg/Viveca Sundvall)
6. "Gårdsfest med Sonya"* (Sven-Eric Dahlberg)
7. "Hej du gamle öbo" (Thomas Utbult/Viveca Sundvall)
8. "Liseberg" (Sven-Eric Dahlberg/Viveca Sundvall)
9. "Den första vårdagen" (Christer Larsson/Viveca Sundvall)
10. "Ångbåtsblues"* (Christer Larsson)
11. "Lugn och fin" (Sven-Eric Dahlberg/S. G. Larsson)
12. "Evalds visa" (Sven-Eric Dahlberg/Viveca Sundvall)
13. "Torg rapp" (Sven-Eric Dahlberg/Viveca Sundvall)
14. "Det dagas" (Christer Larsson/Viveca Sundvall)

* = instrumental